# Tromsø domkyrka
Tromsø domkyrka (bokmålsnorska: Tromsø domkirke) är domkyrkan för Nord-Hålogalands stift och ligger i Tromsø i Norge. Den byggdes 1861 och är den enda domkyrkan i Norge i trä. Arkitekt var Christian Heinrich Grosch. Kyrkan är i nygotik och ligger med kyrktornet och huvudingången mot väst. Domkyrkan är byggd som en långhuskyrka med tillbyggnader på långsidorna som ger en korsform.
Kyrkan blev invigd 1 december 1861, av den nya biskopen Carl Peter Parelius Essendrop, men den var egentligen inte alls färdig då. Det var inte panel och målning utvändigt på väggarna. Tornet blev först rest upp 1862. Orgeln kom 1863, mycket tack vare köpmännen i staden. Klockorna till kyrkan, som var gjorda i Hamburg, kom på plats 1864, tillsammans med uret, som tidigare varit i rådhuset. Köpmännen i Tromsø bidrog också till att kyrkan fick ugnar 1873 och till att altartavlan kom 1884. Tavlan är en kopia av Tiedemands "Opstandelsen" i Bragernes kyrka.
Timret till kyrkan blev hämtat från Målselv. Från början var det plats till 984 personer men senare blev det satt in bänkar som inte står så tätt så numera är det plats till 700 personer i kyrkan. 1961 blev kyrkan restaurerad och fick tillbaka sina ljusa färger som den tidigare hade haft.